# Горненское сельское поселение (Приморский край)
Горненское се́льское поселе́ние — сельское (до 19 декабря 2013 года — городское поселение) поселение в Кировском районе Приморского края.
Административный центр — посёлок Горный.

## История
Статус и границы городского поселения установлены Законом Приморского края от 29 декабря 2004 года № 215-КЗ «О Кировском муниципальном районе»
19 декабря 2013 года Горненское городское поселение преобразовано в Горненское сельское поселение.

## Население
| 2005 | 2006 | 2009 | 2010 | 2011 | 2012 | 2013 |
| ---- | ---- | ---- | ---- | ---- | ---- | ---- |
| 200  | →200 | ↘160 | ↘100 | ↘99  | ↘77  | ↘69  |
| 2014 | 2015 | 2016 | 2017 | 2018 | 2019 | 2020 |
| ↘60  | ↘51  | →51  | →51  | →51  | ↘49  | ↗51  |
| 2021 |      |      |      |      |      |      |
| ↗63  |      |      |      |      |      |      |

## Состав сельского поселения
В состав сельского поселения входит один населённый пункт — посёлок Горный.

## Местное самоуправление
Администрация
Адрес: 692095, пос. Горный, ул. Приисковая, 20а. Телефон: 8 (42354) 29-1-16
Глава администрации
- Алик Ванцетович Чарекчян